# Athetis postpuncta
Athetis postpuncta är en fjärilsart som beskrevs av Holloway 1979. Athetis postpuncta ingår i släktet Athetis och familjen nattflyn. Inga underarter finns listade i Catalogue of Life.